# 로라 베를린
라우라 베를린(독일어: Laura Berlin, 1990년 ~ )은 독일의 배우, 모델이다.